# Béibhinn Parsons
Pour les articles homonymes, voir Parsons.
Pas d'image ? Cliquez ici

a Compétitions nationales et continentales officielles uniquement.

b Matchs officiels uniquement.
Béibhinn Parsons, née le 30 novembre 2001 à Ballinasloe (Irlande), est une joueuse internationale irlandaise de rugby à XV et internationale de rugby à sept évoluant au poste d'ailière.

## Biographie
Béibhinn Parsons naît le 30 novembre 2001 à Ballinasloe en Irlande.
Elle joue en 2025 au club du Blackrock College RFC et pour la province du Connacht.
Elle a, début 2025, 26 sélections en équipe d'Irlande quand elle est retenue pour le Tournoi des Six Nations sous les couleurs de son pays.